# Beduin
Beduinii sunt arabii nomazi care pot fi găsiți în aproape toată centura deșertică a Africii, extinzându-se de la coasta Atlanticului a Saharei, până la Peninsula Sinai și coasta estică a deșertului Arabiei. Uneori, termenul se referă în mod generic la locuitori ai deșertului, indiferent dacă sunt arabi sau nu.

### Etimologie
Cuvântul beduin vine din arabul badawī, care înseamnă "locuitor al deșertului (badiyah)", și este în mod tradițional în contrast cu ḥāḍir, termenul pentru persoanele sedentare, (de asemenea, ḥaḍar(i)). 
Cuvântul bādiyah (بَادِية) înseamnă “teren vizibil”, în sensul de "câmpie" sau "deșert". Prin urmare, termenul "beduin" înseamnă "cei din bādiyah", "cei din deșert".

### Organizare
Beduinii sunt în mod tradițional divizați în triburi înrudite, fiecare condus de un șeic. Cresc turme de cămile, oi și capre, în timp ce călăresc cai, mutându-se în funcție de anotimpuri.
Timp de secole și chiar și la începutul secolului XX, beduinii erau cunoscuți pentru rezistența dură împotriva influenței guvernelor din afară.

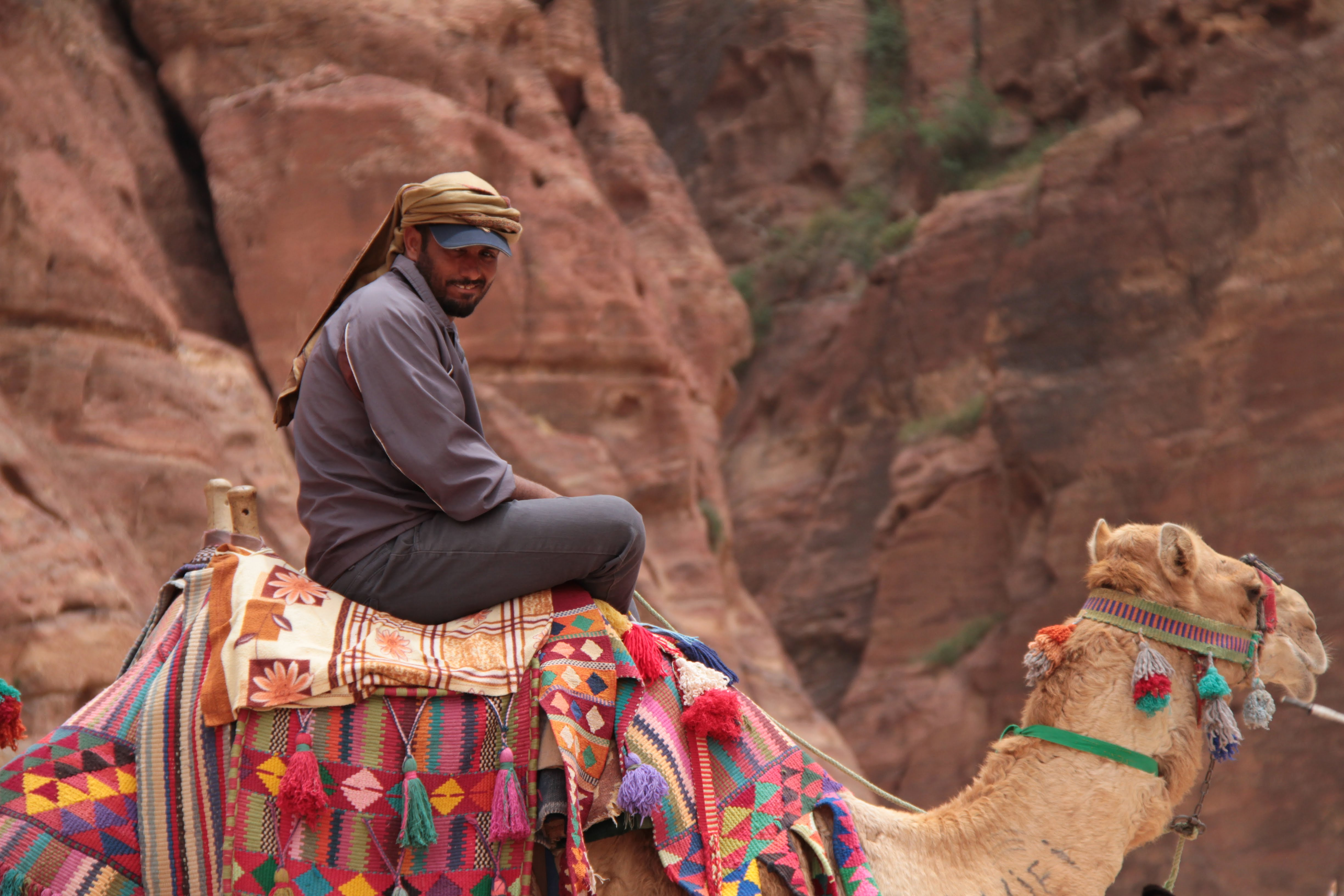
Beduin din Petra, Iordania
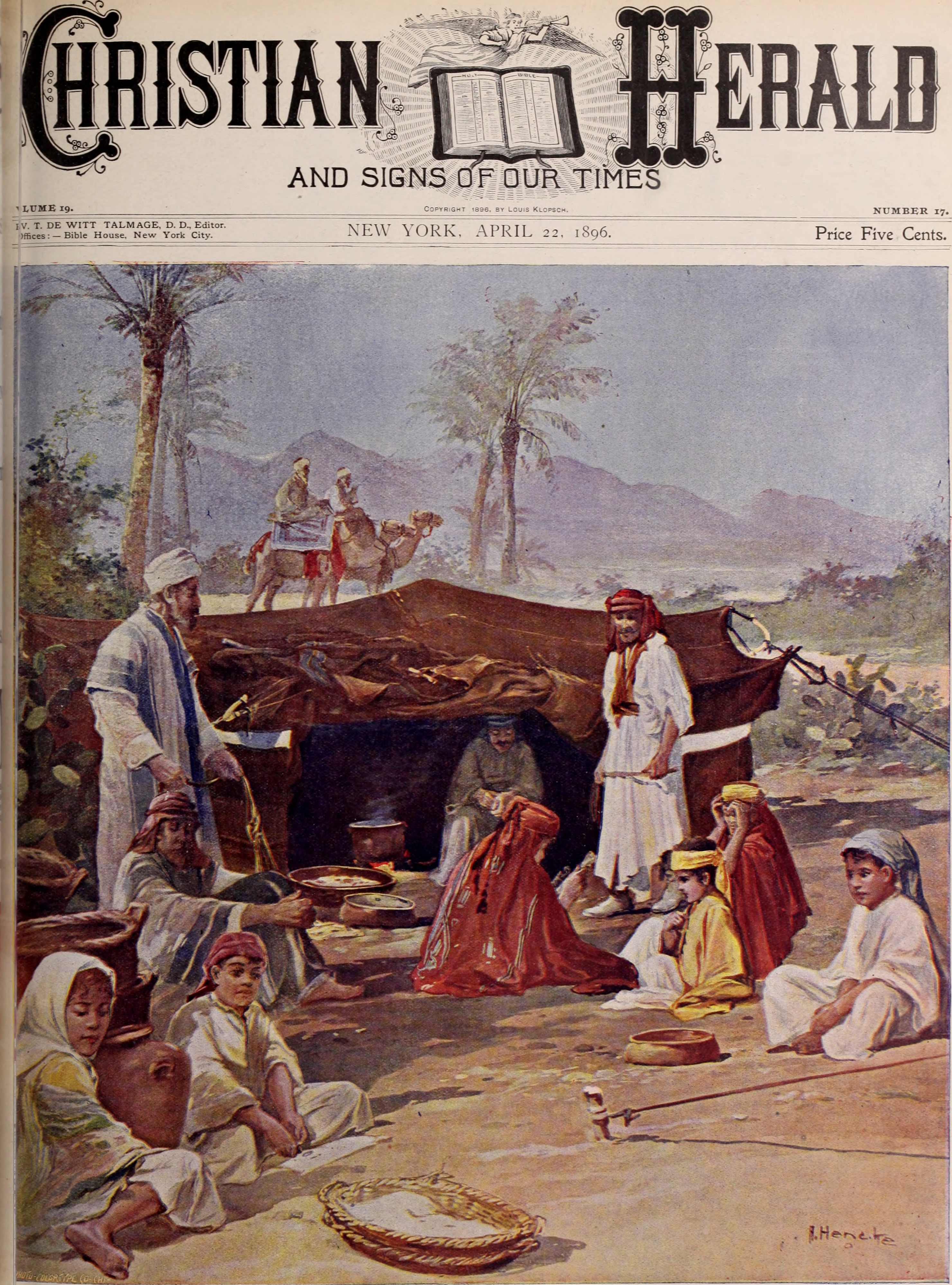
“Christian herald and signs of our times” – publicație din 1896 ilustrând viața beduinilor
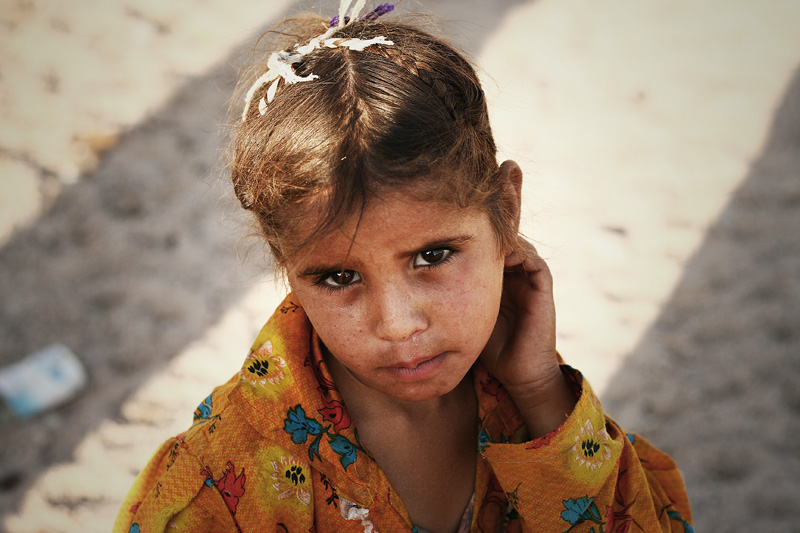
Copil beduin
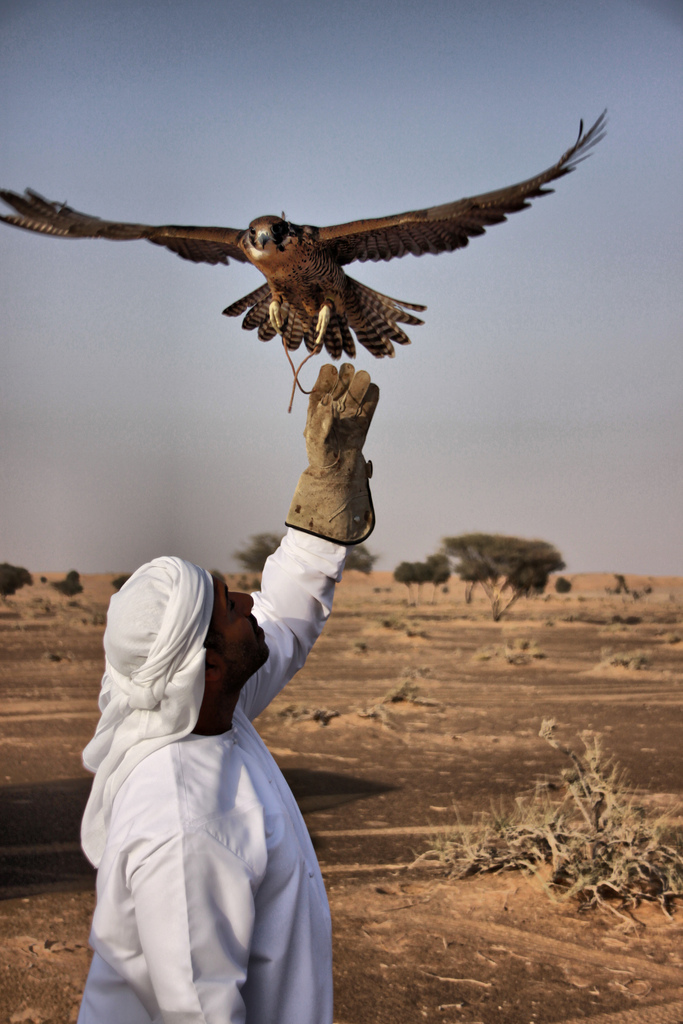
Crescător de șoim de Ziua Falconeriei
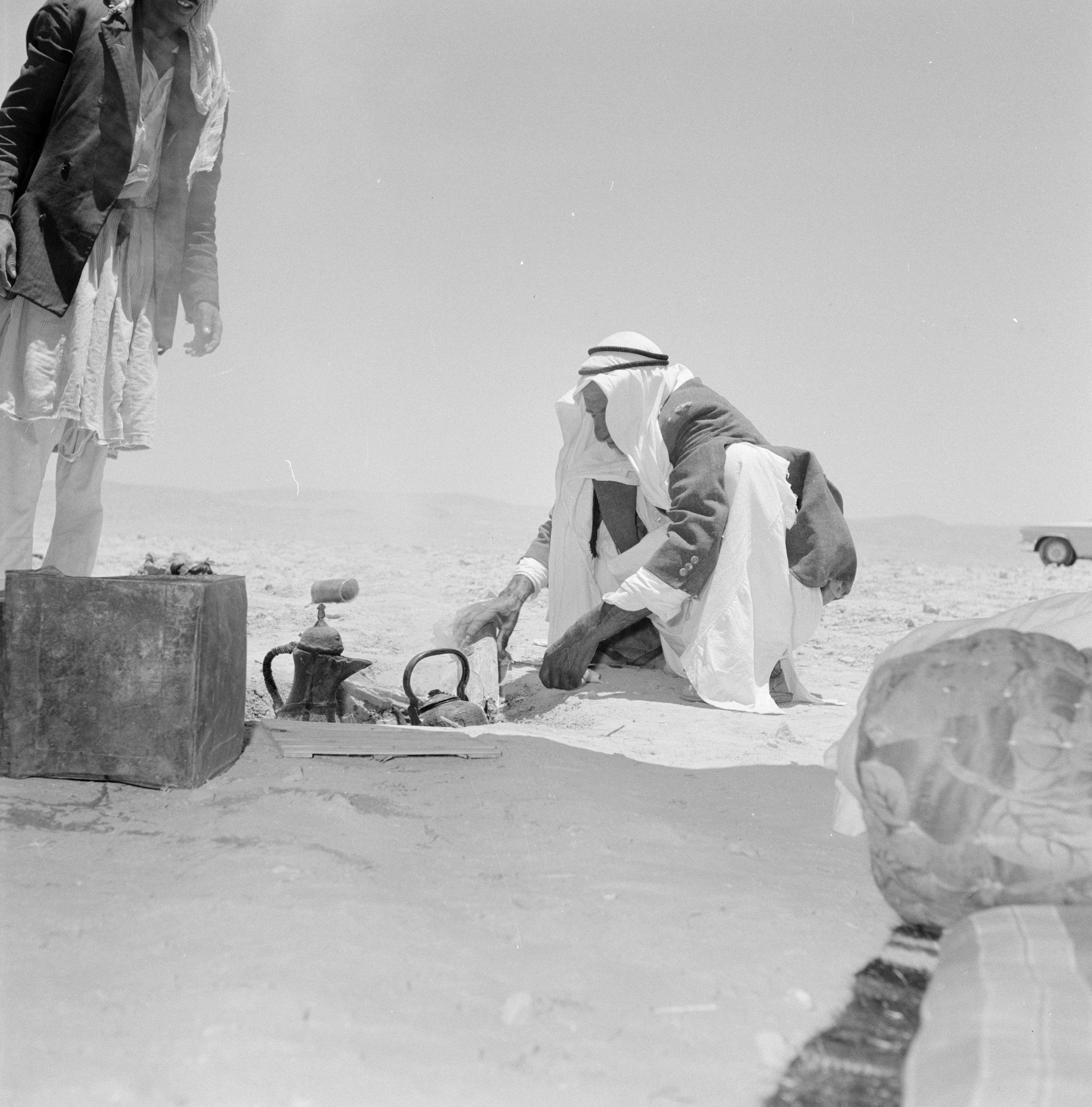
Bând cafea în deșert
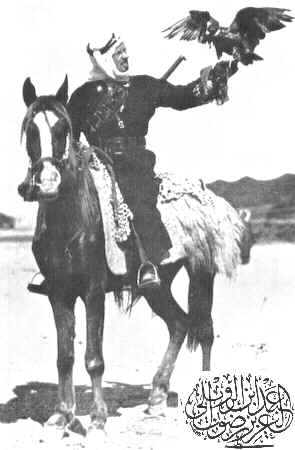
Carl Raswan cu șoim